# Hippasa bifasciata
Hippasa bifasciata är en spindelart som beskrevs av Jan Buchar 1997. Hippasa bifasciata ingår i släktet Hippasa och familjen vargspindlar.
Artens utbredningsområde är Bhutan. Inga underarter finns listade i Catalogue of Life.